# Vogorno

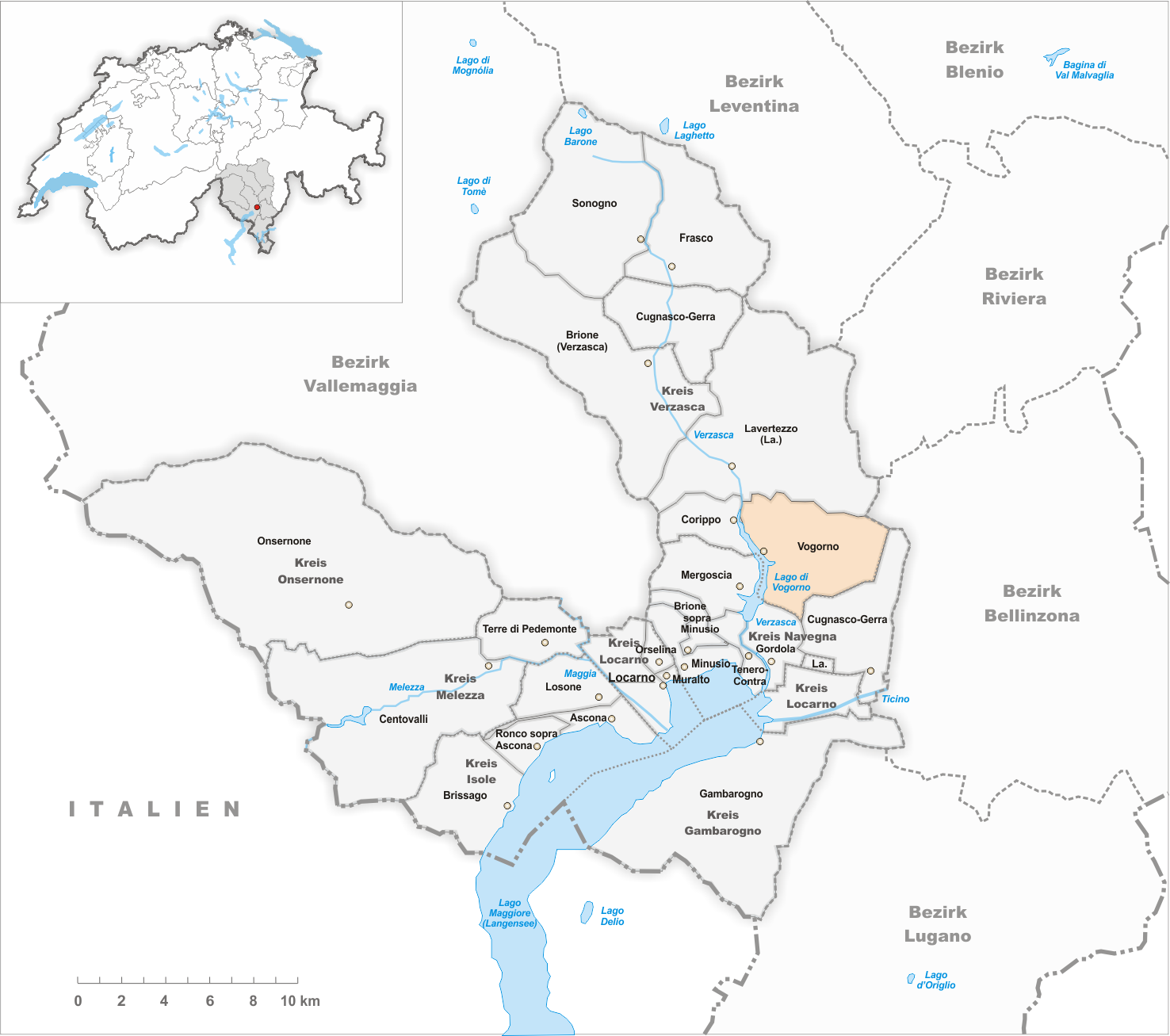
Gemeindestand vor der Fusion am 18. Oktober 2020

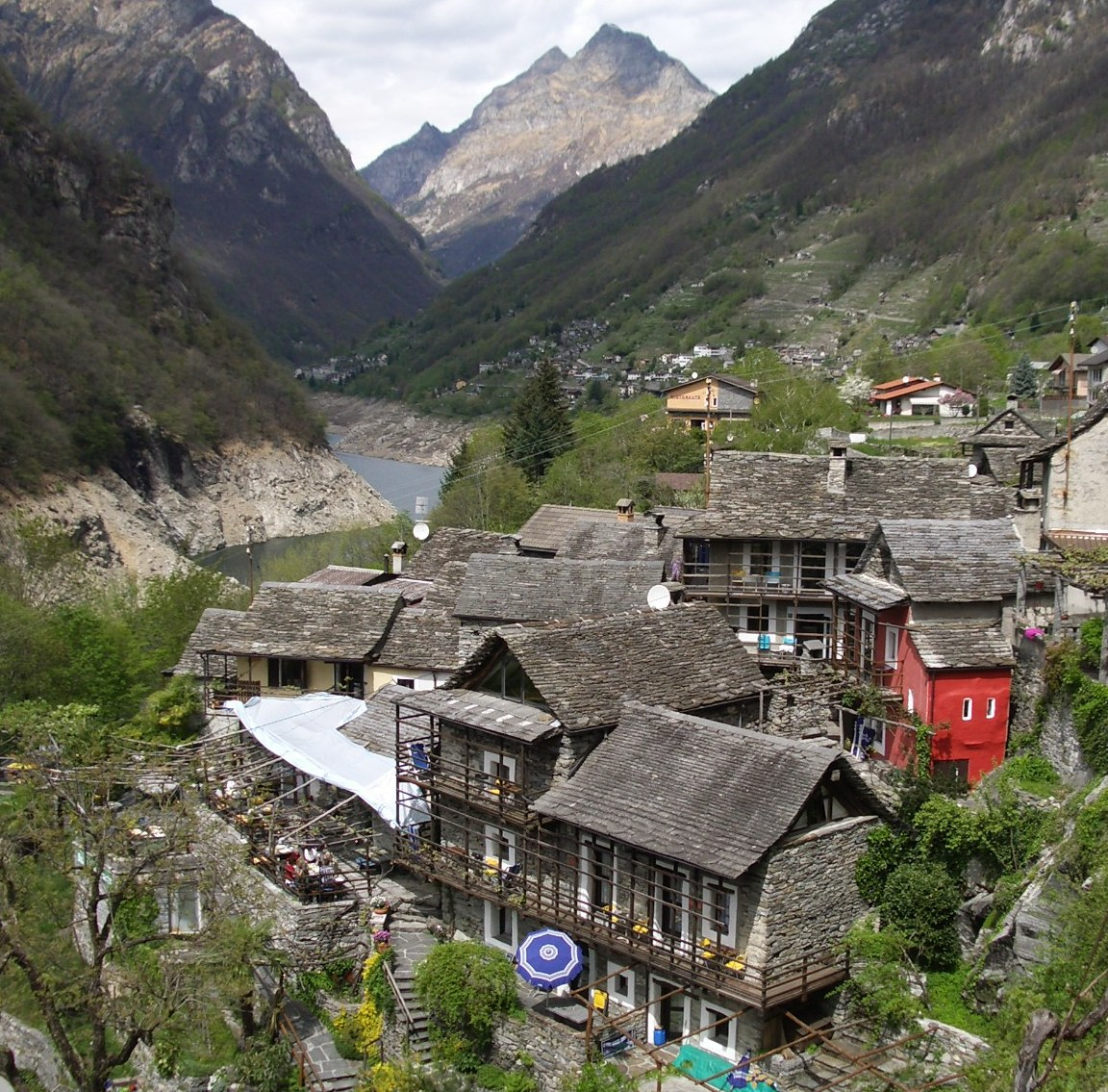
Alte Bauernhäuser in der Fraktion Berzona

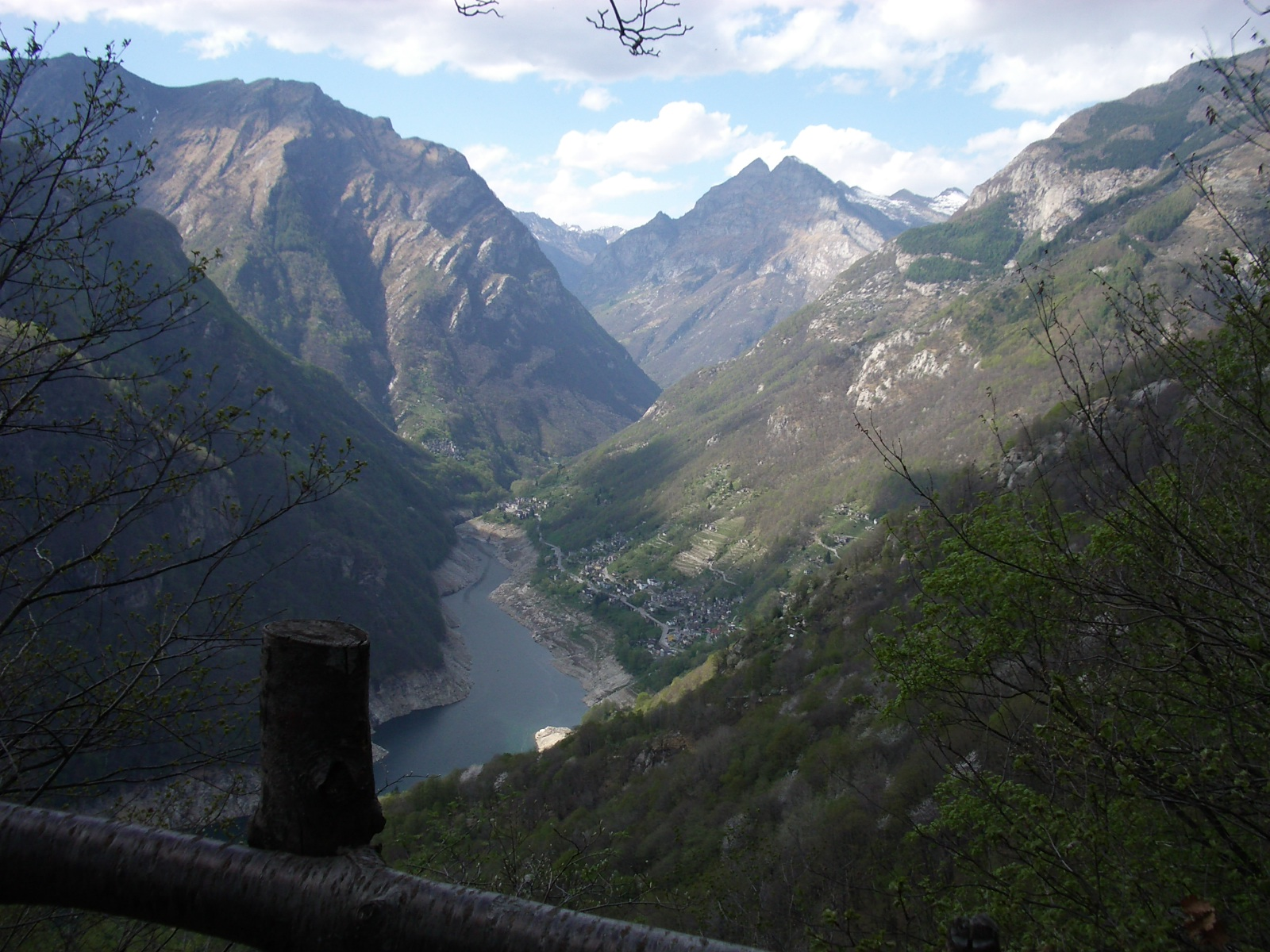
Vogorno und Verzascatal

Vogorno ist eine Ortschaft im Verzascatal, die zur Gemeinde Verzasca im Schweizer Kanton Tessin gehört.

## Geographie
Vogorno liegt auf 491 m ü. M. am Stausee Lago di Vogorno. Zu Vogorno gehören die Fraktionen Berzona, Sant’Antonio und San Bartolomeo sowie die Alpen Odro, Sponda, Costapiana, Monda und Bardüghèe, die an sonnenbeschienenen Hängen liegen.

## Geschichte
Das Dorf wurde 1234 als Vegorno erstmals erwähnt und ist seit 1235 als Gemeinde bezeugt. Bis 1822 gehörte auch Corippo zu Vogorno. Die Kirche San Bartolomeo, die Hauptkirche des Verzascatals, wurde 1235 errichtet. Ab dem 16. Jahrhundert setzten Auswanderungsbewegungen ein, die ab 1850 bis nach Übersee führten.
1961 bis 1965 wurde der Staudamm für den Lago di Vogorno errichtet, einer der höchsten in der Schweiz. Einige an der damaligen Talstrasse liegende Häuser, darunter die Post, wurden vor dem Aufstau des Sees im Sommer 1965 gesprengt und anschliessend geflutet; vgl. Liste von durch Stauseen überfluteten Orten in der Schweiz. Die historischen Kerne der verschiedenen Ortsteile blieben vom Stausee jedoch unberührt.
Am 18. Oktober 2020 fusionierte die bis anhin selbständige Gemeinde mit den damaligen Gemeinden Brione, Corippo, Cugnasco-Gerra (Gerra Valle), Frasco, Lavertezzo (Lavertezzo Valle) und Sonogno zur neuen Gemeinde, die fast das gesamte Tal umfasst. Vogorno ist aber nach wie vor eine eigenständige Bürgergemeinde.

## Bevölkerungsentwicklung
Einwohnerzahlen: Volkszählungsdaten

## Sehenswürdigkeiten
Das Dorfbild San Bartolomeo ist im Inventar der schützenswerten Ortsbilder der Schweiz (ISOS) als schützenswertes Ortsbild der Schweiz von nationaler Bedeutung eingestuft.
Sakrale Bauten
- Pfarrkirche Sant’Antonio im Ortsteil Sant’Antonio[5]
- Kirche San Bartolomeo im Ortsteil San Bartolomeo. In der Kirche, der ältesten im ganzen Tal, befinden sich merkwürdige Fresken im byzantinischen Stil (circa aus dem Jahr 1250)[5].

Zivile Bauten
- Ferienwohnung, Architekt: Livio Vacchini[5]
- Steinbrücke von Cázza[5]
- Brunnen Sant’Antonio.[5]
- Heumuseum im Ortsteil Odro[5]

Paläontologische Funde
- Schalenstein, genannt El sass di strioi, im Ortsteil Berzona (515 m ü. M.)[6]
- Verschiedene Schalensteine im Ortsteil Alpe Borgna (1912 m ü. M.)[7]

Kultur
- Museo del fieno selvatico im Ortsteil Odro[8]

## Persönlichkeiten
- Gian Giacomo Pancrazio Bustelli (* 8. März 1716 in Locarno; † 9. Oktober 1771 in Vogorno), Priester, Pfarrer von San Bartolomeo, Missionar in Novara und im Bistum Como; Superior der Diözesanmissionare Lazaristen[9]. Als Priester tat er viel zur Herstellung des Friedens im Verzascatal, im Onsernone und im Tal von Craveggia.[10][11]

## Bilder

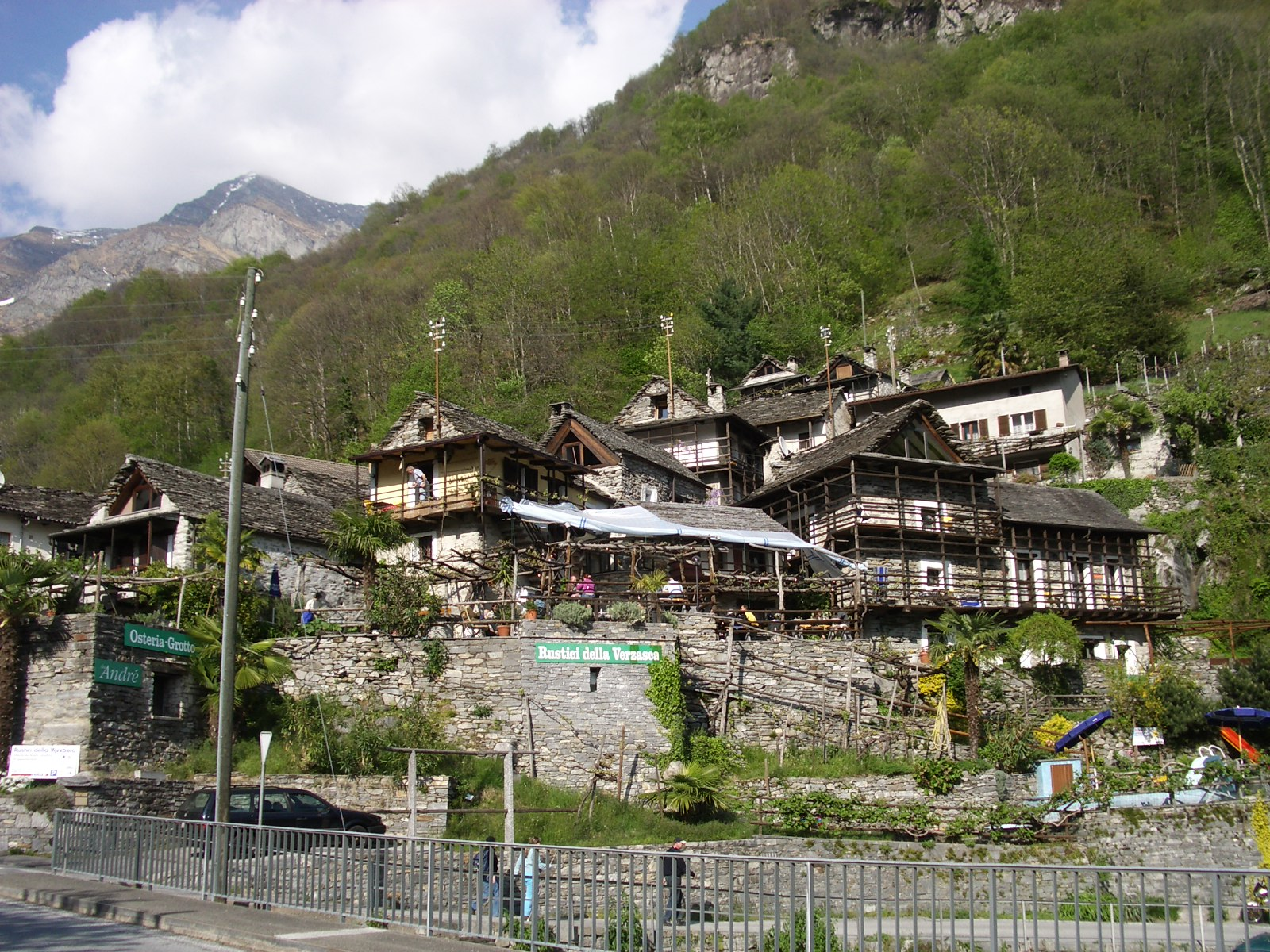
Rustici von Berzona
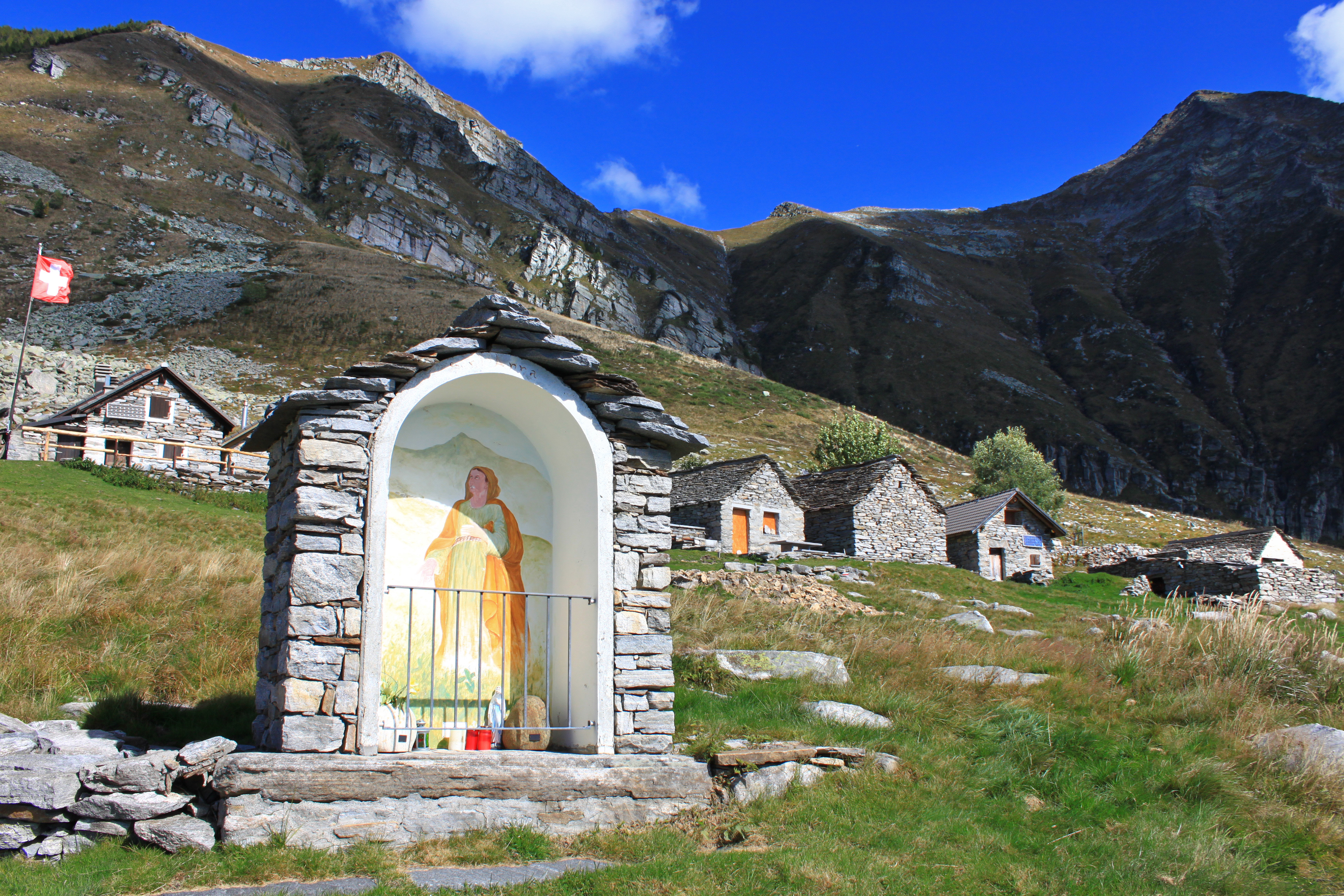
Alp Bardüghèe
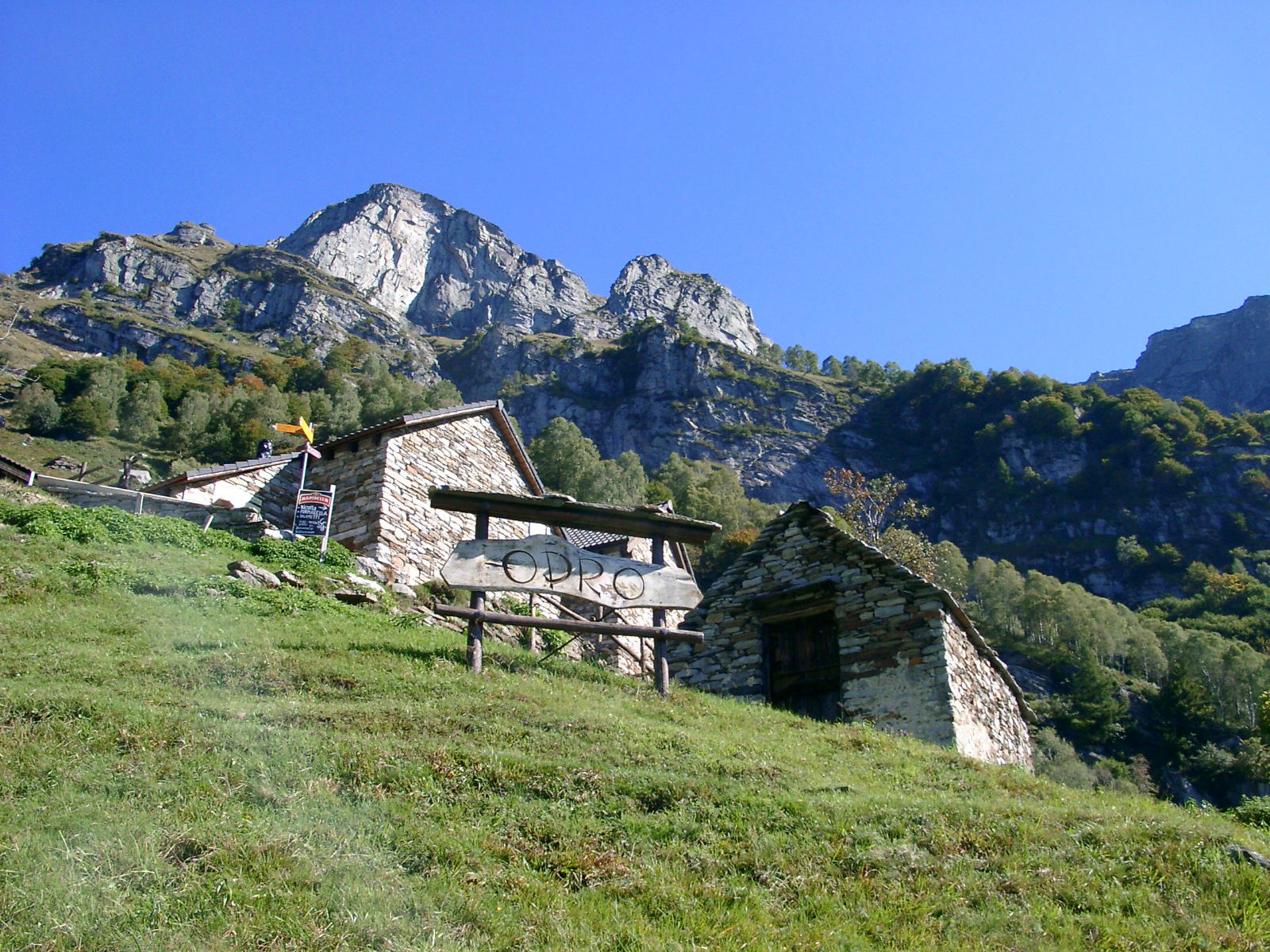
Alp Odro
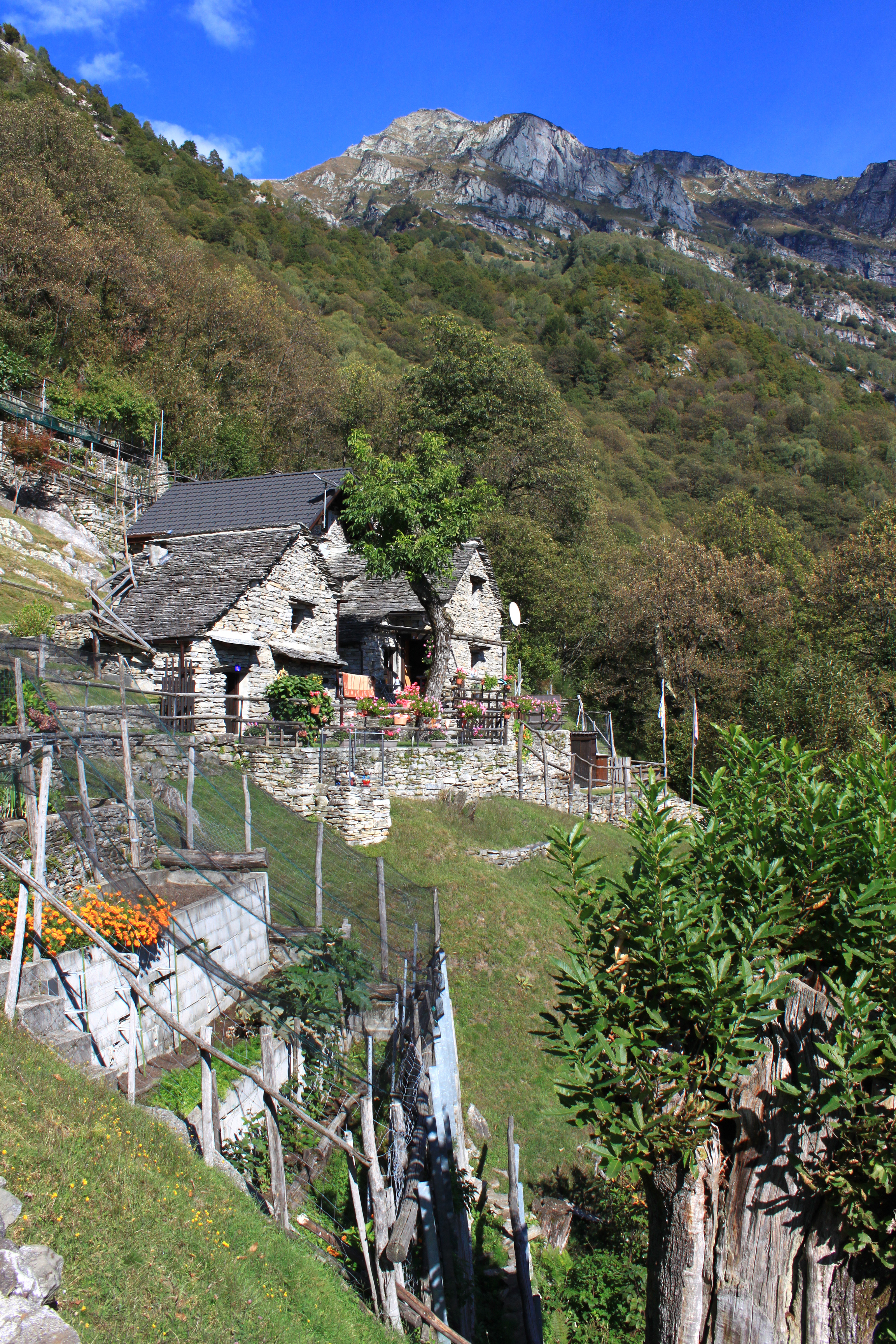
Alp Monda
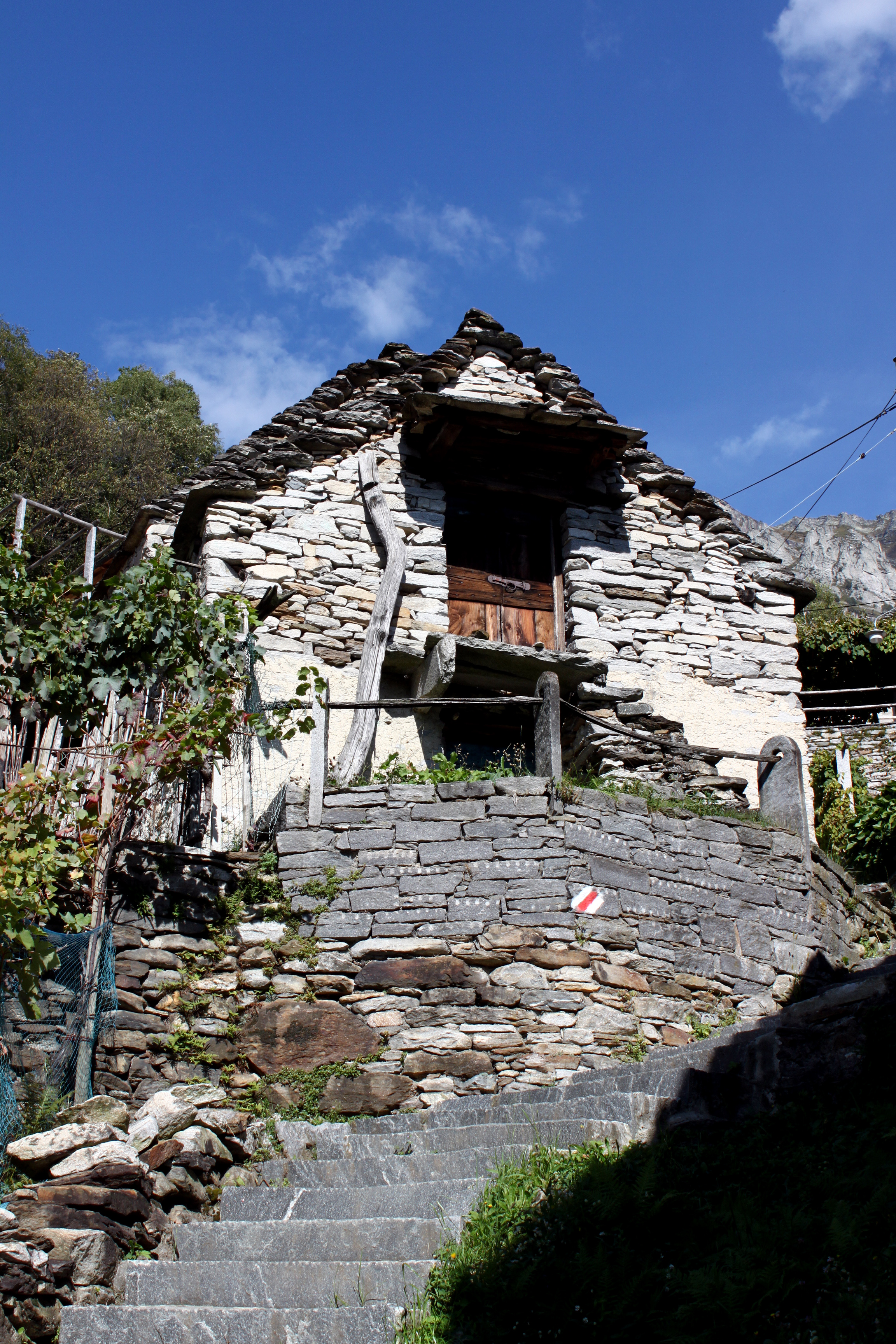
Alp Costapiana